# Александра Пилсудска
Александра Пилсу̀дска, с родово име Шчербѝнска (на полски: Aleksandra Piłsudska) е полска активистка за независимост, войник в Полските легиони, член на Полската социалистическа партия (ПСП) и Полската военна организация, втора съпруга на Юзеф Пилсудски.

## Биография
Александра Шчербинска е родена на 12 декември 1882 година в град Сувалки, в семейството на Юлия (с родово име Захорска) и Пьотър Шчербински. Завършва гимназия в родния си град, след което продължава образованието си в Летящия университет. През 1904 година става член на ПСП и участва активно в нейната дейност. В бойното подразделение на партията се занимава с транспорта и укриването на оръжие. През 1907 година е арестувана.
По време на Първата световна война (1914 – 1918) е в редиците на Полската военна организация. Също така ръководи куриерската служба на Първа бригада на Полските легиони. За дейността си е арестувана от немските окупационни власти.
През 1906 година се запознава с Юзеф Пилсудски, който по това време е главнокомандващ на бойното крило на партията. Двамата сключват брак през 1921 година. Имат две дъщери родени преди брака.
След началото на Втората световна война (1939) Александра с децата заминава за Вилнюс, а след то до Лондон. Умира на 31 март 1963 година. Погребана е на лондонското гробище „Норт Шин“. През 1992 година останките и са пренесени в Полша и препогребани на Повонзковското гробище във Варшава.